# Illasi
Illasi (velenceiül Iłazi) település Olaszországban, Veneto régióban, Verona megyében. Lakosainak száma 5145 fő (2023. január 1.). Illasi Colognola ai Colli, Lavagno, Tregnago, Cazzano di Tramigna és Mezzane di Sotto községekkel határos.

## Népesség
A település népességének változása:
| Lakosok száma | 5253 | 5243 | 5145 |
|               | 2017 | 2018 | 2023 |